# Улица Космонавта Поповича (Киев)
Улица Космонавта Поповича (укр. Вулиця Космонавта Поповича) — улица в Деснянском районе города Киева в жилмассиве Лесной. Пролегает от улицы Милютенко до Лесного проспекта. К ней примыкает  улица Кубанской Украины.
По названию улицы именуются остановки общественного транспорта на улице Кубанской Украины.

## История
Была проложена в начале 1970-х годах, как улица Новая. Застраивалась в 1970-е годы наряду с другими улицами Лесного массива в Деснянском районе.
С 1971 по 2023 год улица носила название — в честь советского лётчика-космонавта, дважды Героя Советского Союза Владислава Николаевича Волкова, согласно Решению исполнительного комитета Киевского городского совета депутатов трудящихся № 2061 «Про наименование и переименование улиц города Киева» («Про найменування та перейменування вулиць м. Києва»).
23 марта 2023 года была переименована в честь первого космонавта украинца, советского лётчика-космонавта, дважды Героя Советского Союза Поповича Павла Романовича.

## Застройка
Улица пролегает в северо-восточном направлении, затем — в восточном и юго-восточном, образовывая дугу. Улица (после примыкания улицы Кубанской Украины) имеет по три ряда движения в обе стороны.
Парная сторона улицы занята многоэтажной жилой (преимущественно 9-этажные дома, по одному 12-16-этажному дому) застройкой и учреждениями обслуживания — микрорайоны Лесного жилого массива. Непарная сторона — не застроена, занята лесом. Гаражный кооператив и автостоянка, имея парные номера, расположены на непарной стороне улицы.
Учреждения:
1. дом № 2а — Деснянский районный территориальный центр комплектования и социальной поддержки в городе Киеве.
2. дом № 4А — гаражный кооператив «Десна»
3. дом № 22А — специализированный учебно-воспитательный комплекс «Лесные звоночки»
4. дом № 26А — автостоянка